# Dionysia janthina
Dionysia janthina är en viveväxtart som beskrevs av Joseph Friedrich Nicolaus Bornmüller och Constantin Georg Alexander Winkler. Dionysia janthina ingår i dionysosvivesläktet som ingår i familjen viveväxter. Inga underarter finns listade i Catalogue of Life.

## Bilder

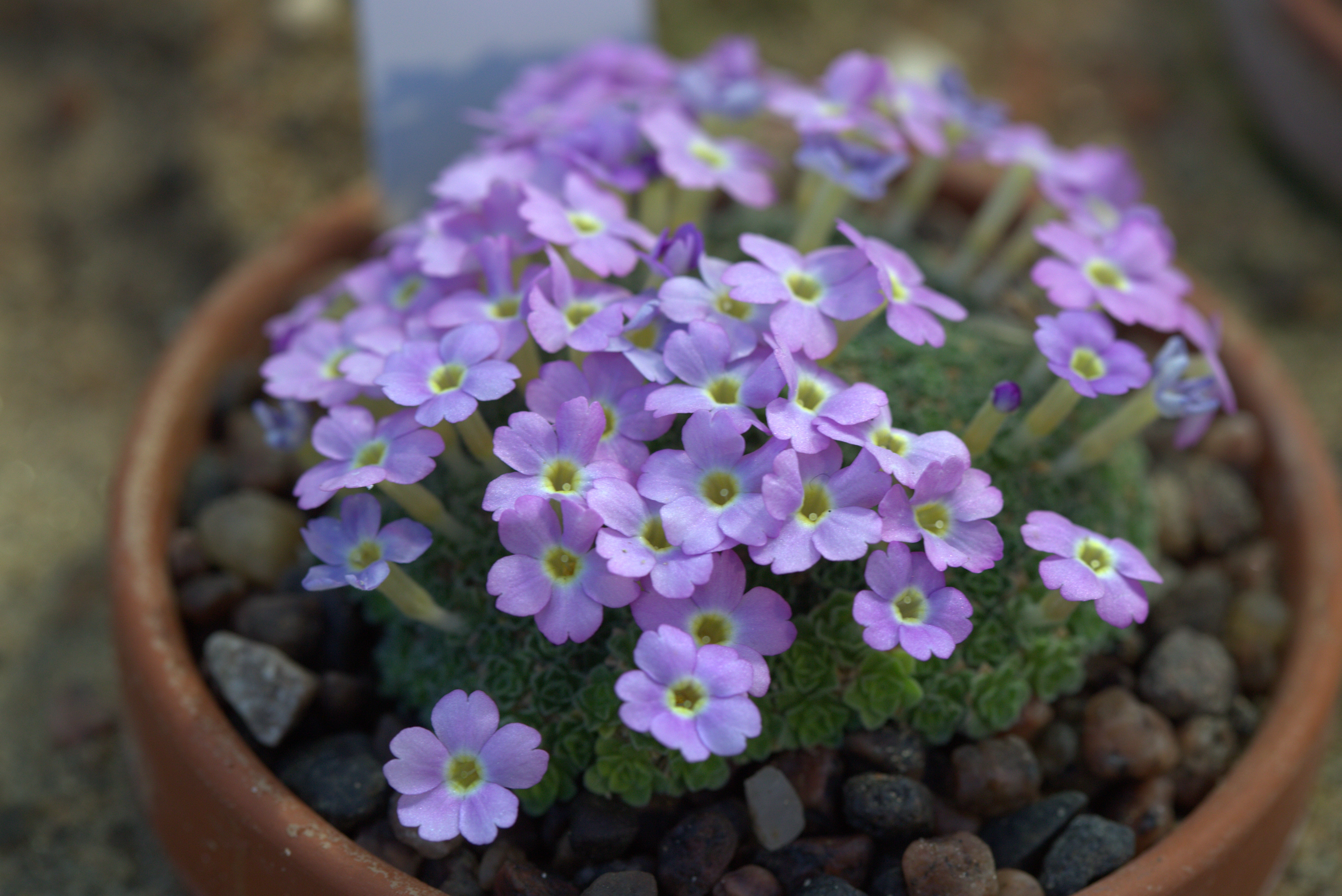
'Dolly'
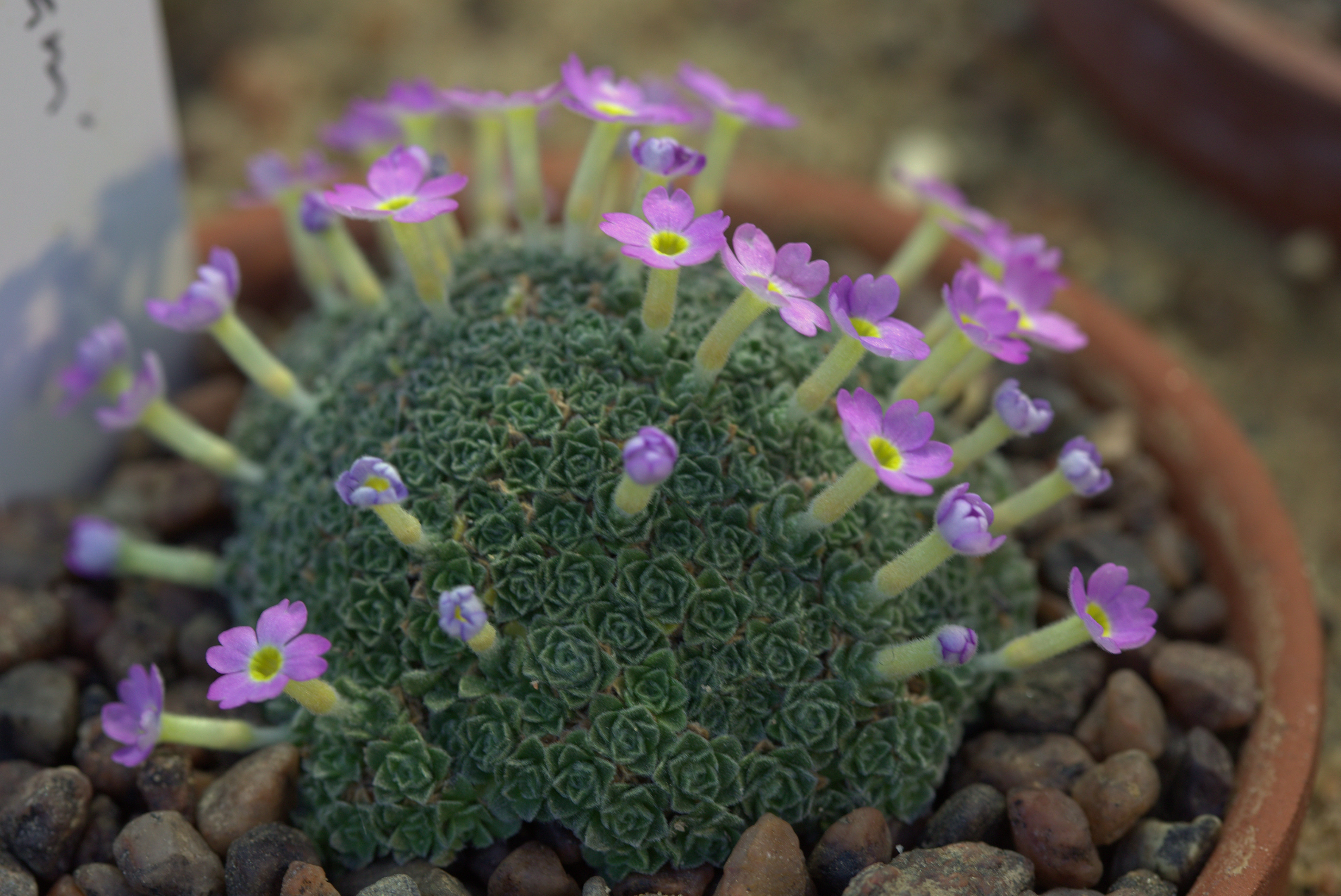
'Zamzam'
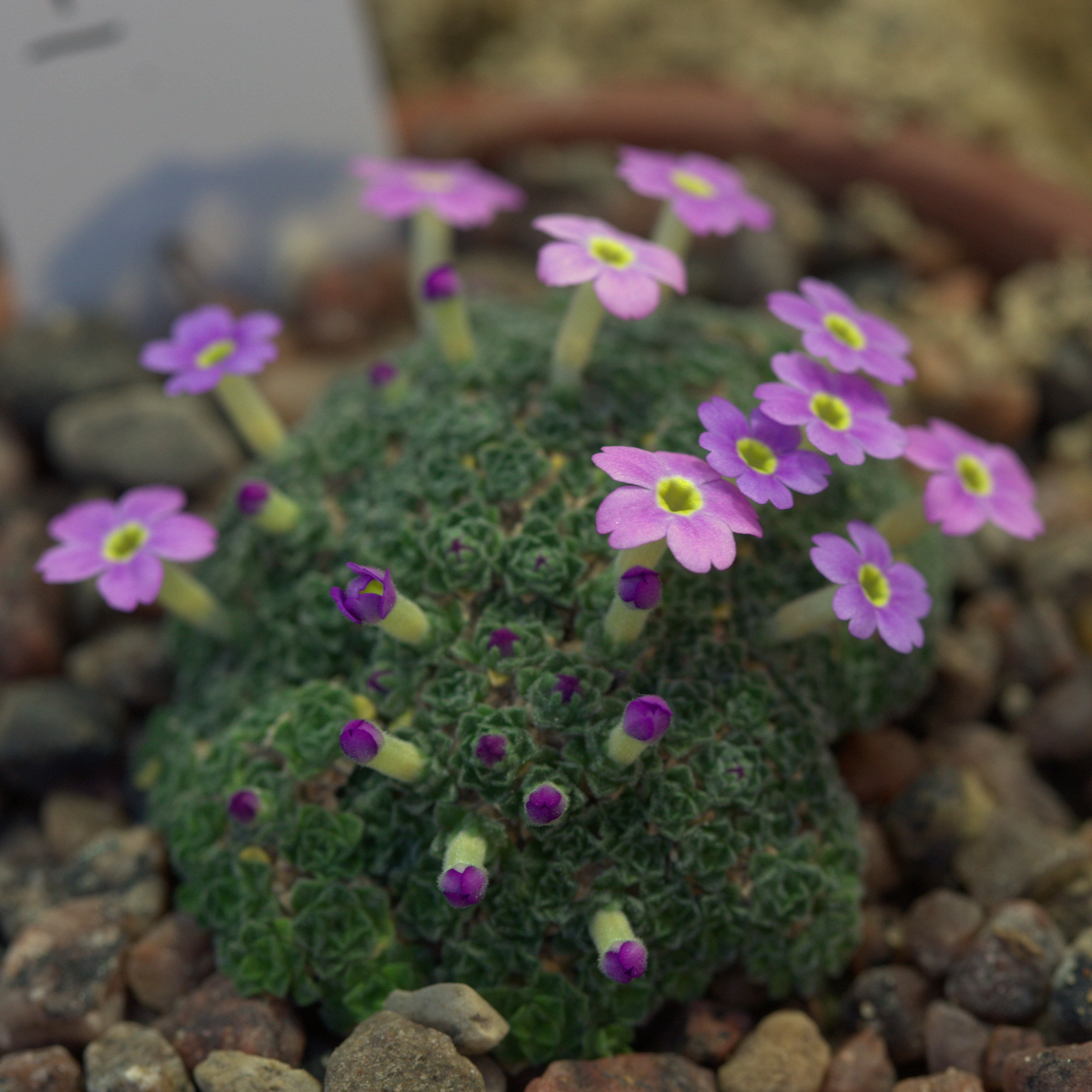
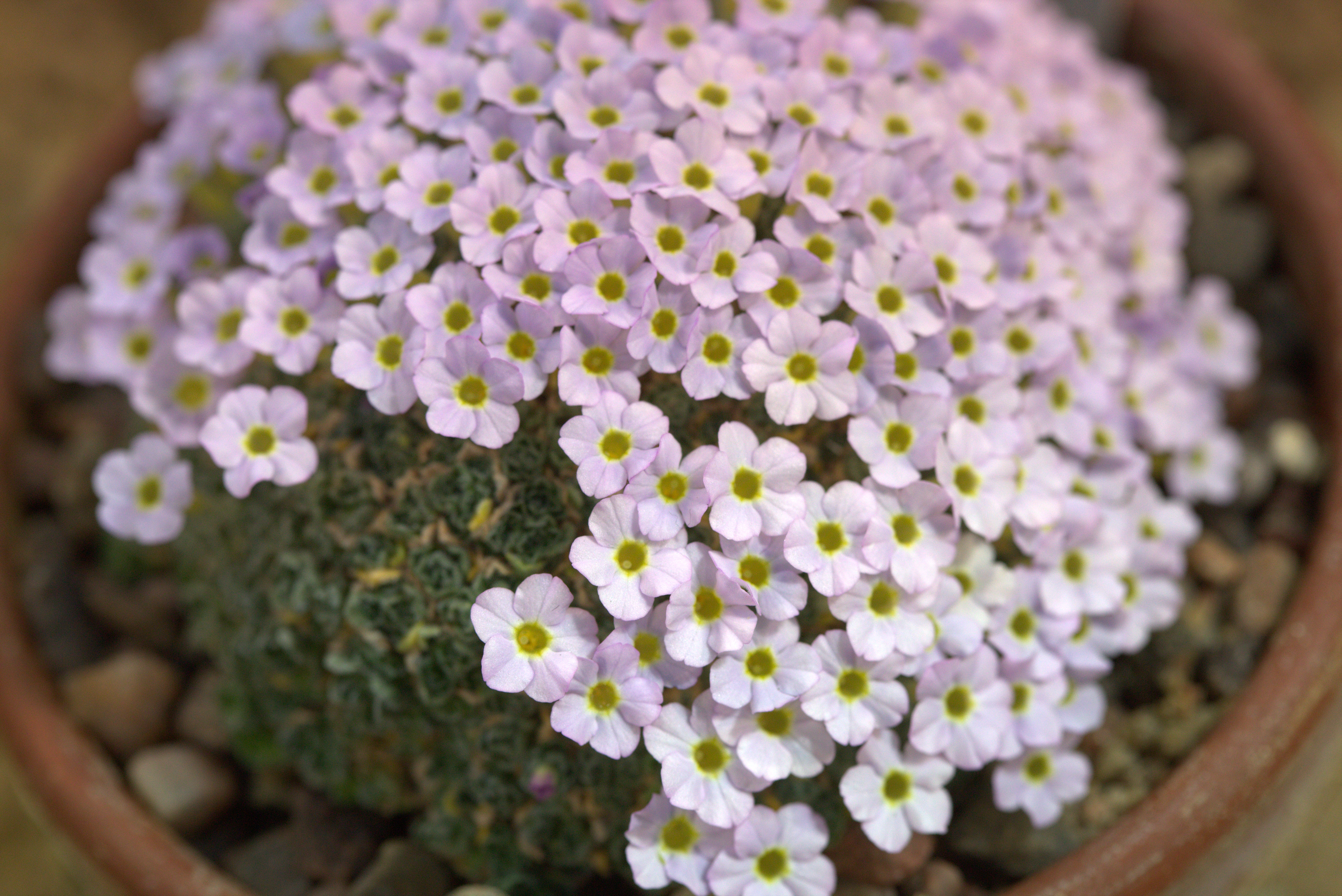
Nästan vitt exemplar